# Балахарша
Балахарша (д/н — 915) — 3-й магараджа держави Чеді й Дагали у 910—915 роках.

## Життєпис
Походив з раджпутського клану Калачура. Старший син Шанкарагани II. Посів трон 910 року. Невдовзі надав допомогу Бходжи II, магараджахіраджа Пратіхарів, який зумів закріпитися на троні. Фактично став незалежним. Воював з Бходжею II проти зведеного брата того Магіпали. Проте останній у 913 році зміг повалити брата. Проте Балахарша відмовився визнавати навіть номінальну залежність від останнього. 914 року допоміг Індрі III, магараджахіраджи Раштракутів, завдати поразки Магіпалі I й захопив його столицю Каннаудж.
Помер у 915 році. Йому спадкував брат Ювараджа I.